# Perraultita
La perraultita és un mineral de la classe dels silicats, que pertany al grup de la bafertisita. Rep el nom pel professor Guy Perrault (1927-2002) de l'École Polytechnique de la Université de Montréal, al Canadà.

## Característiques
La perraultita és un silicat de fórmula química BaNaMn2+₄Ti₂(Si₂O₇)₂O₂(OH)₂F. Va ser aprovada com a espècie vàlida per l'Associació Mineralògica Internacional l'any 1984. Cristal·litza en el sistema monoclínic. La seva duresa a l'escala de Mohs és 6,5. És l'anàleg de manganès de la jinshajiangita, i de titani de la bobshannonita.
Segons la classificació de Nickel-Strunz, la perraultita pertany a «09.BE - Estructures de sorosilicats, amb grups Si₂O₇, amb anions addicionals; cations en coordinació octaèdrica [6] i major coordinació» juntament amb els següents minerals: wadsleyita, hennomartinita, lawsonita, noelbensonita, itoigawaïta, ilvaïta, manganilvaïta, suolunita, jaffeïta, fresnoïta, baghdadita, burpalita, cuspidina, hiortdahlita, janhaugita, låvenita, niocalita, normandita, wöhlerita, hiortdahlita I, marianoïta, mosandrita, nacareniobsita-(Ce), götzenita, hainita, rosenbuschita, kochita, dovyrenita, baritolamprofil·lita, ericssonita, lamprofil·lita, ericssonita-2O, seidozerita, nabalamprofil·lita, grenmarita, schüllerita, lileyita, murmanita, epistolita, lomonossovita, vuonnemita, sobolevita, innelita, fosfoinnelita, yoshimuraïta, quadrufita, polifita, bornemanita, xkatulkalita, bafertisita, hejtmanita, bykovaïta, nechelyustovita, delindeïta, bussenita, jinshajiangita, surkhobita, karnasurtita-(Ce), perrierita-(Ce), estronciochevkinita, chevkinita-(Ce), poliakovita-(Ce), rengeïta, matsubaraïta, dingdaohengita-(Ce), maoniupingita-(Ce), perrierita-(La), hezuolinita, fersmanita, belkovita, nasonita, kentrolita, melanotekita, til·leyita, kil·lalaïta, stavelotita-(La), biraïta-(Ce), cervandonita-(Ce) i batisivita.

## Formació i jaciments
Va ser descoberta a la pedrera Poudrette, situada al Mont Saint-Hilaire, dins el Municipi regional de comtat de La Vallée-du-Richelieu, a Montérégie (Québec, Canadà). També ha estat descrita al mont Sushina, a l'estat de Bengala Occidental (Índia), i a la pedrera Dmitrievskii, a l'óblast de Donetsk (Ucraïna. Aquests tres indrets són els únics de tot el planeta on ha estat descrita aquesta espècie mineral.